# Andreas Frahm

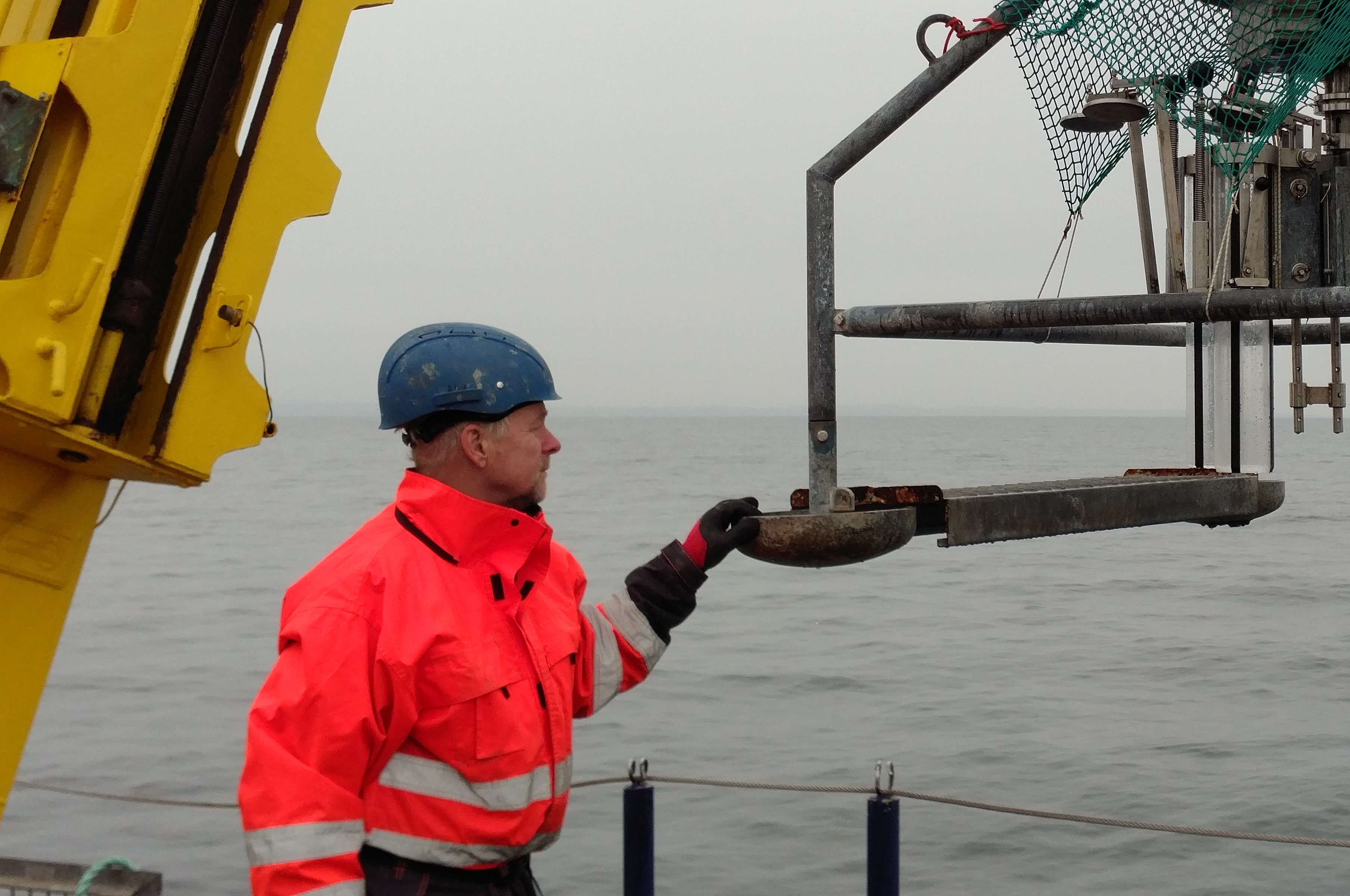
Frahm im März 2018 auf dem Forschungsschiff Elisabeth Mann Borgese bei der Durchführung einer Multicorer-Probenahme in der Ostsee.

Andreas Frahm (* 1960) ist ein deutscher Techniker, Forschungstaucher und Erfinder. 

## Leben
Er absolvierte zunächst eine Ausbildung zum Installateur und arbeitete anschließend als Marinetaucher der Volksmarine. Seit 1983 ist er als technischer Mitarbeiter am Institut für Meereskunde (IFM) und dem daraus hervorgegangenen Leibniz-Institut für Ostseeforschung (IOW) im Rostocker Ortsteil Warnemünde tätig. Dort zeichnet er in der Sektion Marine Geologie für die Fachgebiete Probenahmetechnik, Logistik und Tauchtechnik verantwortlich. In dieser Funktion nimmt er regelmäßig an weltweiten Forschungsschiffexpeditionen teil, beispielsweise auf der Maria S. Merian, der Poseidon, der Elisabeth Mann Borgese, der Meteor, der Professor Albrecht Penck sowie der Sonne.
Frahm hat seit 1995 als Praxisverantwortlicher einen Lehrauftrag für Forschungstauchen an der Universität Rostock inne und ist Gründungsmitglied des im März 2010 ins Leben gerufenen Berufsverbandes Kommission Forschungstauchen Deutschland. Darüber hinaus beschäftigt er sich mit Innovationen bei Probenahmeinstrumenten. Unter anderem entwickelte er das nach ihm benannte und 2012 patentierte Frahm-Lot – ein Spezialgerät zur Feinsedimentbeprobung als Bindeglied zwischen Schwerelot und Multicorer. 